# Geelwitte russula
De geelwitte russula (Russula ochroleuca) is een paddenstoel uit de familie Russulaceae. De soort komt algemeen voor in loof- en naaldbossen. Hij komt met name voor op (matig) voedselarme, zure bodems. Hij is bestand tegen de toenemende humus- en strooiselophoping in ouder wordende bossen.

## Beschrijving

### Uiterlijke kenmerken
Hoed
De hoed is glad en matgeel met een grauwe of groenige zweem. Hij is circa 5 tot 12 cm breed en wat afgeplat van vorm. 
Lamellen
De lamellen staan tamelijk wijd uiteen en hebbeneen witte kleur. Bij veroudering kleurt hij grijs.
Steel
De steel is witte of wat gelig gekleurd, broos en breekt als een krijtje. De lengte ervan is 3 tot 7 cm en de diameter van 1 tot 2 cm. Het is min of meer cilindrisch van vorm en soms iets verdikt aan de basis. Aan de basis van de steel vertoont hij okergele tinten, wat een rudimentair overblijfsel is van het velum. Met ijzersulfaat kleurt de steel roze-roest. Guaiac test is positief maar verloopt erg traag.
Geur en smaak
De geur is neutraal. De zwam wordt als eetbaar beschouwd maar is niet erg smakelijk. De smaak is mild.
Sporenprint
De sporenprint is wittig (Ia-IIc volgens Romagnesi).

### Microscopische kenmerken
De sporen zijn rond tot elliptisch, overwegens netvormig en meten 6,8–9,3 × 6,1–7,9 µm. De Q-waarde (quotiënt van lengte en breedte van de sporen) is 1,1 tot 1,2. De sporenornamentatie bestaat uit tot 1,25 µm hoge, stekelige wratten, die meestal min of meer netwerkachtig met elkaar verbonden zijn door aders of ribben. Het apiculus meet 1,25–1,37 × 1,25–1,5 µm en de hilaire plek is amyloïde.
De meestal 4-sporige, knotsvormige basidia meten 38-55 × 10-13 µm. De sterigma's zijn 10 tot 12,5 µm lang. Spindelvormige, 40 tot 70 µm lang en 5 tot 7 µm breed cheilocystidia worden gevonden op de lamellaire randen. De gelijkvormige pleurocystidia meten 50-107 × 6-11,5 µm.

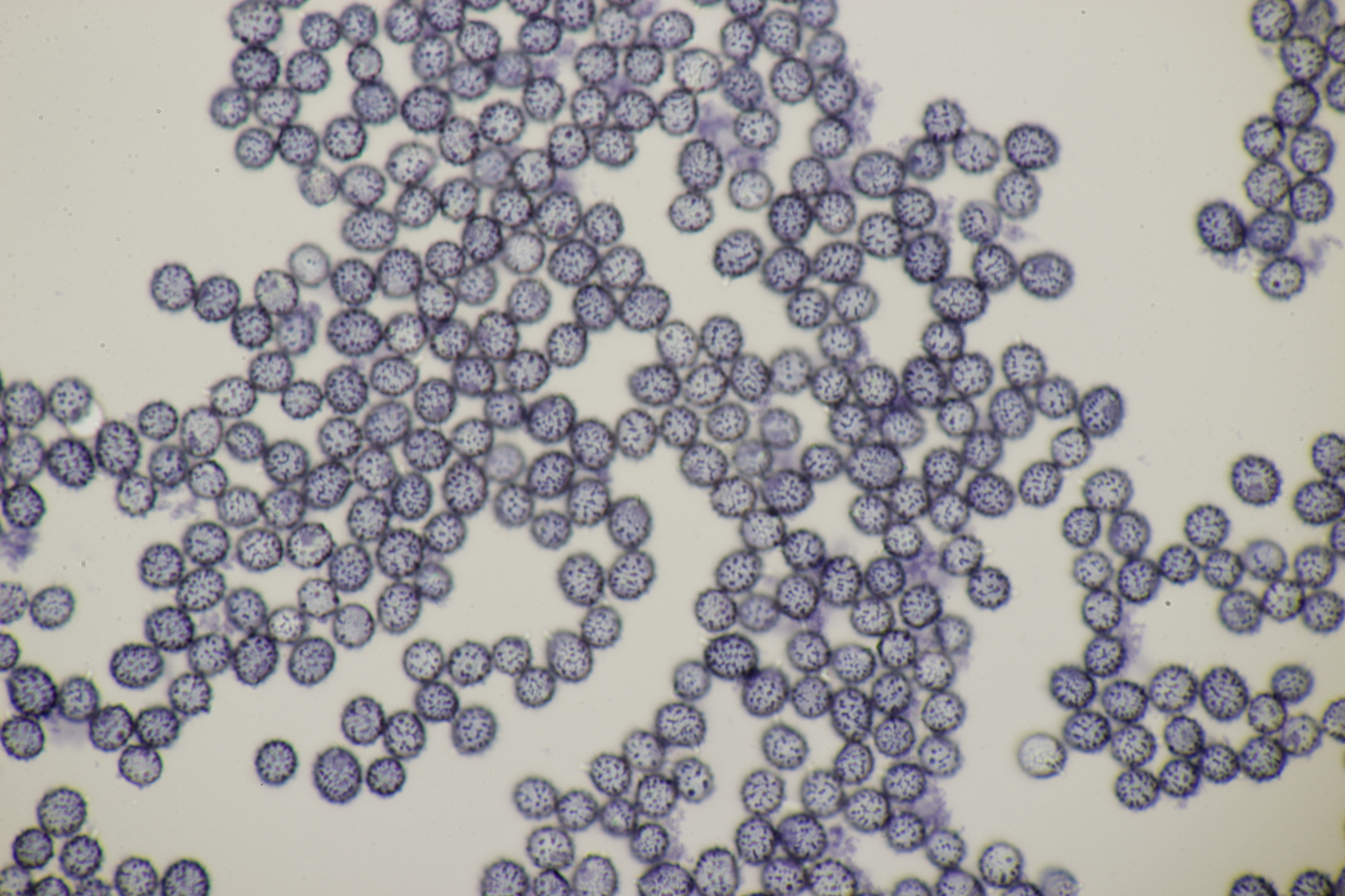
Sporen
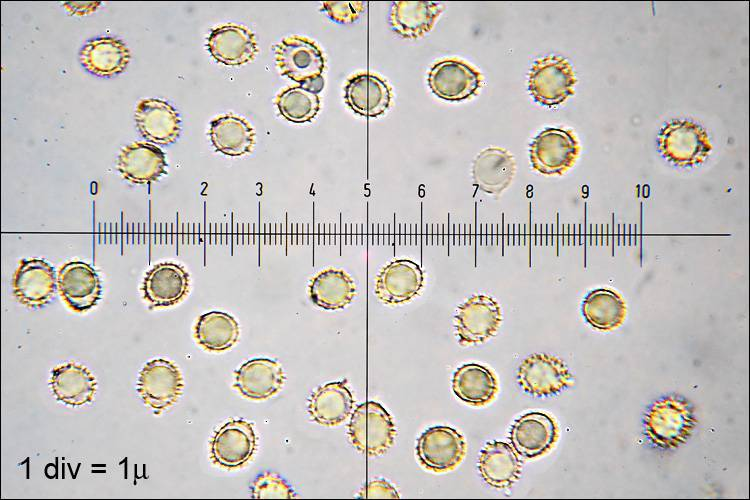
Sporen
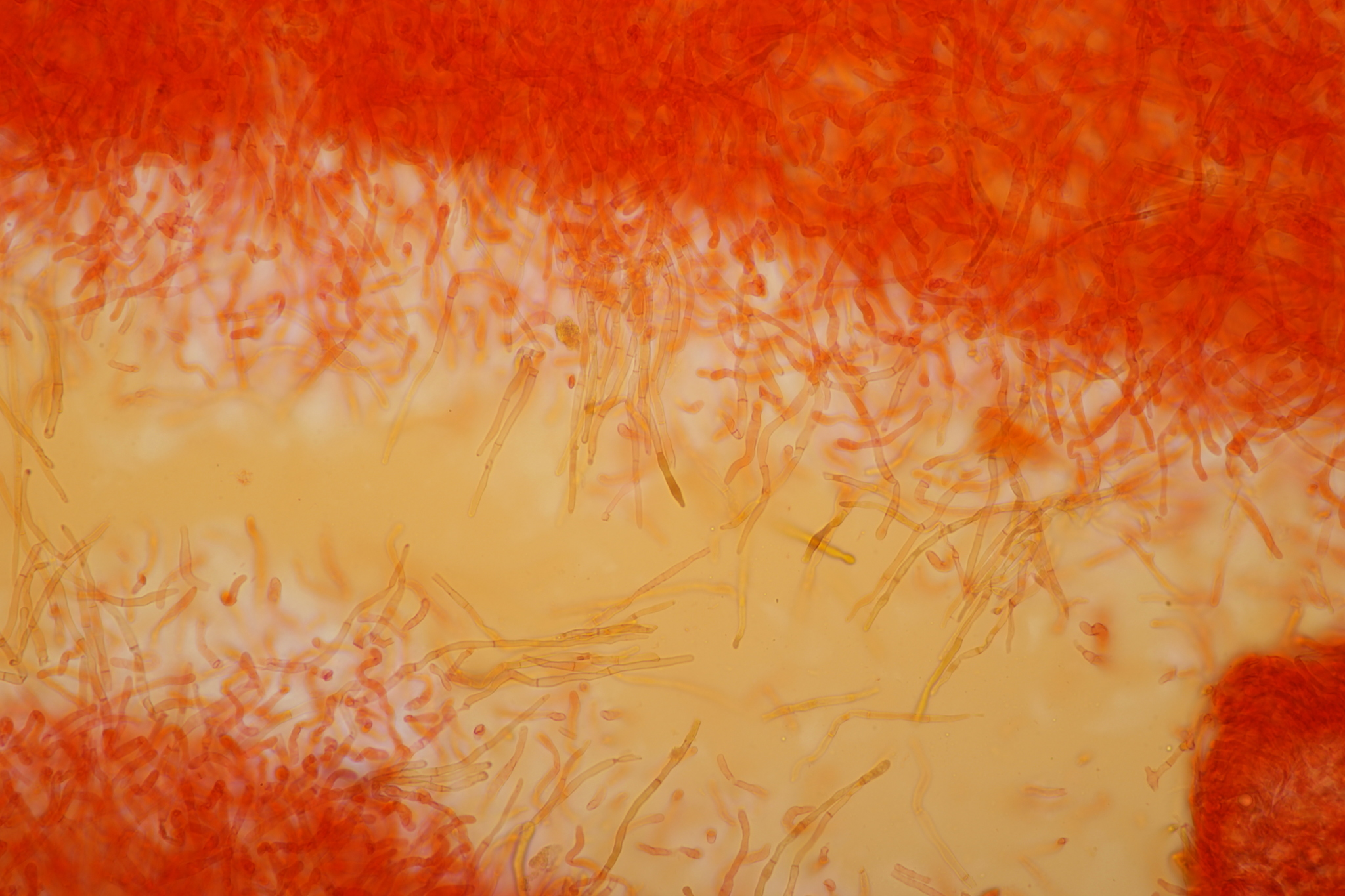

## Verspreiding

Europese verspreiding

De soort is wijdverspreid en komt voor in Israël, de Kaukasus, Oost-Siberië en het Verre Oosten tot Japan en Korea, Noord-Amerika (VS), Noord-Afrika (Marokko) en Europa. In Europa is de zwam wijdverbreid in bijna alle landen van de Middellandse Zee tot de Hebriden, Scandinavië, Finland en Spitsbergen. Ook in Nederland en België komt de geelwitte russula zeer algemeen voor. Hij is niet bedreigd en staat niet op de rode lijst.
1. ↑  Geelwitte russula (Russula ochroleuca) op yavannah.nl